# Mahājerān-e Khāk
Mahājerān-e Khāk (persiska: مهاجران خاك, مُهاجِرانِ خاك, مَهَجَرَن خَك) är en ort i Iran.   Den ligger i provinsen Markazi, i den centrala delen av landet, 260 km sydväst om huvudstaden Teheran. Mahājerān-e Khāk ligger 1 856 meter över havet och antalet invånare är 210.
Terrängen runt Mahājerān-e Khāk är varierad.Runt Mahājerān-e Khāk är det ganska tätbefolkat, med 54 invånare per kvadratkilometer. Närmaste större samhälle är Senjān, 19,9 km öster om Mahājerān-e Khāk. Trakten runt Mahājerān-e Khāk består till största delen av jordbruksmark.